# La colonia felice
La colonia felice è un romanzo breve utopico del 1874 di Carlo Dossi.
Basato sulle idee sulla giustizia dell'autore, è stato definito una "sorta di romanzo giuridico" e riscosse grande successo editoriale, accendendo un dibattito sulla carcerazione. In seguito (nella prefazione all'edizione del 1883) lo stesso autore - che nel frattempo aveva aderito alle teorie di Lombroso - sconfessò le idee filantropiche alla base del suo romanzo.
Il romanzo è considerato uno dei precursori ottocenteschi della fantascienza italiana.

## Trama
Un gruppo di delinquenti viene portato a un'isola deserta dove possono vivere "in un eterno esilio" senza regole e come uomini liberi. Dopo poco tempo il gruppo si divide in due fazioni. Una segue Gualdo il Beccaio, un uomo forte e di carattere pratico (rappresentato dal leone), mentre l'altra segue Aronne il Letterato, un intellettuale (rappresentato dalla volpe). Si sviluppa tra le due fazioni una guerra con intrighi e tradimenti, dalla quale il partito di Aronne esce vincitore. Dopo la nascita di sua figlia, Gualdo capisce di desiderare soprattutto una vita pacifica, perciò chiede perdono al suo avversario e i due giurano la pace. Tutti gli esiliati si riuniscono e si danno delle leggi severissime, eleggendo Gualdo e Aronne come capi. L'unico a sottrarsi è Mario il Nebbioso, che in seguito va a vivere una vita solitaria nei boschi.
Sei anni dopo la figlia di Gualdo, Forestina, incontra Mario. Lui s'innamora di lei, ma quando Forestina viene baciata da un altro ragazzo, Mario è molto geloso e giura di uccidere la ragazza. All'ultimo momento lei confessa il proprio amore per Mario e i due diventano una coppia.
Alla fine arriva un ufficiale dalla patria dei delinquenti e studia il progresso della colonia. Dichiara la riabilitazione degli abitanti della colonia e tutti festeggiano il "principio [della] Colonia felice".

## Edizioni
- Carlo Dossi, La colonia felice, Luigi Perelli Editore, 1874.